# Инесса
Ине́сса (в других странах часто Ине́с или Айнез; др.-греч. Ἁγνή) — женское имя, происходящее из другого древнегреческого имени Агнес, которое в свою очередь происходит от др.-греч. ἁγνός — «чистая», «непорочная», «невинная». Имя имеет мужскую форму — Инес. Имеется предположение, что имя происходит от названия греческого города Инесса.
По мнению В. А. Никонова, имя являлось заимствованием из испанского языка и появилось в русском языке с 1936 года. На 1988 год имя в СССР было нечастым. Согласно Ю. А. Рылову, в 1920-е годы имя было идеологическим и давалось в честь Инессы Арманд.

## Именины
- Православные[1]: 21 января, 10 сентября.